# Этнарх
Этнарх (др.-греч. εθνάρχης, из έθνος — народ и αρχων — правитель) — начальник, правитель этноса, народа. Титул правителя провинции в Древней Греции и Древнем Риме и лицо, носящее этот титул. Из сказанного далее можно заключить, что власть этнарха распространялась прежде всего на этническую или религиозную группу, и лишь как следствие — на территорию и другие этнические группы, по отношению к которым могла быть существенно ограничена метрополией.
По крайней мере со времен Рима существовало различие между титулом царя и этнарха. Так, титул этнарха, официально данный Гиркану II и его сыновьям Юлием Цезарем в 47 г. до н. э., в дополнение к званию первосвященника, фактически лишал Гиркана прав царя и царского звания. Аналогично, по рассказу Иосифа Флавия, император Август назначил Архелая, сына Ирода I Великого, не царём, а лишь этнархом половины той территории, на которую распространялась власть Ирода, обещав пожаловать титул царя, если Архелай сумеет доказать свою способность править (Иосиф Флавий, Древ. 17:317).
Помимо правителей территорий, титул этнарха мог носить глава национальной диаспоры, например, его носил глава еврейской общины в Александрии, осуществлявший, согласно Страбону (в пересказе Иосифа Флавия, Древ. 14:117), управление народом, рассмотрение тяжб и принятие судебных решений, надзор над исполнением законов и постановлений, подобно главе суверенного государства. Впоследствии император Август заменил единоличного этнарха советом старейшин (герусией). Кроме того, титул этнарха существовал не только в среде евреев: так, в Новом Завете упоминается этнарх Дамаска во времена правления царя Ареты (2Кор. 11:32).
В Византии этот титул соответствовал командующему группой иностранных наёмников (варваров), охранявших византийского императора. Позднее, в Османской империи, этнарх — представитель малых национальных и религиозных групп (евреев, христиан), допускаемый к общению с властями для представления интересов этих меньшинств.